# Přebor Zlínského kraje 2003/2004
V soubojích 16. ročníku Přeboru Zlínského kraje 2003/04 (jedna ze skupin 5. fotbalové ligy) se utkalo 16 týmů každý s každým dvoukolovým systémem podzim–jaro. Tento ročník začal v sobotu 9. srpna 2003 úvodními čtyřmi zápasy 1. kola a skončil v neděli 20. června 2004 zbývajícími sedmi zápasy 28. kola (utkání 29. a 30. kola byla předehrána v březnu a dubnu 2004).

## Nové týmy v sezoně 2003/04
- Z Divize D 2002/03 sestoupila do Přeboru Zlínského kraje mužstva FC Slušovice a TJ Dolní Němčí, z Divize E 2002/03 žádné mužstvo.
- Ze skupin I. A třídy Zlínského kraje 2002/03 postoupila mužstva SK Vlachovice (vítěz skupiny A) a TJ Sokol Ořechov (vítěz skupiny B).

## Konečná tabulka
Zdroje: 
| Poř. | Tým                             | Z  | V  | R  | P  | VG | OG  | B  |
| ---- | ------------------------------- | -- | -- | -- | -- | -- | --- | -- |
| 1.   | FC Velké Karlovice + Karolinka  | 30 | 22 | 3  | 5  | 76 | 34  | 69 |
| 2.   | TJ Spartak Hluk                 | 30 | 17 | 7  | 6  | 59 | 29  | 58 |
| 3.   | FC Viktoria Otrokovice          | 30 | 15 | 6  | 9  | 62 | 37  | 51 |
| 4.   | SFK ELKO Holešov                | 30 | 14 | 6  | 10 | 59 | 38  | 48 |
| 5.   | FK Chropyně                     | 30 | 13 | 8  | 9  | 67 | 51  | 47 |
| 6.   | FC Slušovice (S)                | 30 | 14 | 5  | 11 | 51 | 51  | 47 |
| 7.   | SK Boršice                      | 30 | 13 | 6  | 11 | 72 | 50  | 45 |
| 8.   | FC Štěrkovna Ostrožská Nová Ves | 30 | 12 | 8  | 10 | 48 | 45  | 44 |
| 9.   | TJ Dolní Němčí (S)              | 30 | 11 | 10 | 9  | 44 | 46  | 43 |
| 10.  | SK HS Hradčovice                | 30 | 12 | 7  | 11 | 44 | 37  | 43 |
| 11.  | TJ Sokol Kateřinice             | 30 | 13 | 4  | 13 | 70 | 65  | 43 |
| 12.  | TJ Sokol Ořechov (N)            | 30 | 11 | 7  | 12 | 46 | 45  | 40 |
| 13.  | FK Luhačovice                   | 30 | 10 | 7  | 13 | 37 | 42  | 37 |
| 14.  | SK Vlachovice (N)               | 30 | 6  | 5  | 19 | 38 | 71  | 23 |
| 15.  | FC Inpos Kostelec               | 30 | 6  | 4  | 20 | 28 | 78  | 22 |
| 16.  | SK Vizovice                     | 30 | 3  | 3  | 24 | 30 | 112 | 12 |

Poznámky:
- Z = Odehrané zápasy; V = Vítězství; R = Remízy; P = Prohry; VG = Vstřelené góly; OG = Obdržené góly; B = Body; (S) = Mužstvo sestoupivší z vyšší soutěže; (N) = Mužstvo postoupivší z nižší soutěže (nováček)

|  | Postup do Divize E 2004/05                           |
|  | Sestup do I. A třídy Zlínského kraje – sk. A 2004/05 |
|  | Sestup do I. A třídy Zlínského kraje – sk. B 2004/05 |
|  | Zánik oddílu, viz SK Vizovice                        |